# فیشبورن، وست ساسکس
فیشبورن (به انگلیسی: Fishbourne) یک روستا و محله مدنی در بریتانیا است که در Chichester واقع شده‌است. فیشبورن ۳٫۸۷ کیلومتر مربع مساحت و ۲٬۳۲۵٫ نفر جمعیت دارد.